# Момелијано (Пјаченца)
Момелијано је насеље у Италији у округу Пјаченца, региону Емилија-Ромања.
Према процени из 2011. у насељу је живело 83 становника. Насеље се налази на надморској висини од 335 м.